# Camponotus hastifer
Camponotus hastifer är en myrart som beskrevs av Carlo Emery 1911. Camponotus hastifer ingår i släktet hästmyror, och familjen myror. Inga underarter finns listade.